# Paramicrurinella falklandica
Paramicrurinella falklandica är en djurart som tillhör fylumet slemmaskar, och som beskrevs av Gibson 1985. Paramicrurinella falklandica ingår i släktet Paramicrurinella och familjen Lineidae. Inga underarter finns listade i Catalogue of Life.